# Georgeta Gabor
Georgeta Gabor (Onești, Rumania, 10 de enero de 1962) es una gimnasta artística subcampeona olímpica en 1976 en el concurso por equipos.

## 1976
En los JJ. OO. de Montreal consigue la plata por equipos, tras la Unión Soviética (oro) y por delante de Alemania del Este (bronce), siendo sus compañeras de equipo: Nadia Comăneci, Anca Grigoraș, Mariana Constantin, Gabriela Trușcă y Teodora Ungureanu.